# Eduard Kokojty

Eduard Džabejevič Kokojty (osetski Кокойты Джабейы фырт Эдуард)( 31. listopada 1964., Ckinvali, SSR Gruzija, SSSR)
je aktualni predsjednik Južne Osetije, te lider najveće osetijske političke stranke Jedinstvo .

## Životopis
Eduard Kokojty se rodio 31. listopada 1964. u gruzijskome gradu Ckinvaliju, ondašnjem SSSR-u. Poslije odsluženog vojnog roka (1985.) pohađa Južno-osetski pedagoški institut čijim završetkom (1988.) stječe zvanje profesora tjelesne kulture. Kao mladić bavio se hrvanjem te je bio član sovjetske hrvačke reprezantacije.
1989. godine izabran je za sekretara lokalne podružnice Komsomola, omladinske komunističke organizacije. Sudjeluje u gruzijsko-osetijskim sukobima početkom '90-ih predvodeći vlastiti vojni odred, a od 1990. član je osetijskog parlamenta. Veći dio '90-ih provodi u Moskvi gdje se bavi poduzetništvom i radi kao trgovački predstavnik Južne Osetije u Rusiji. 

## Predsjednička funkcija
Kokojty pobjeđuje na predsjedničkim izborima 2001., nakon što u drugom izbornom krugu osvaja 53% glasova, 13% više od suparničkog kandidata Stanislava Kočijeva. Njegovu pobjedu mnogi smatraju neočekivanom, te ju povezuju s financijskom podrškom od strane Tedejevskog klana, moćne i utjecajne osetijske obitelji, koja poslije izbora preuzima nadležnost nad carinskim službama i kontrolom tereta uz Transkavkašku autocestu. No nakon dvije kodine Kokojty se sukobljava s Tedejevima, te nakon nekoliko oružanih incidenata uspijeva razoružati njihovu privatnu vojsku.
Kao političar, Kokojty zastupa stroge antiunitarističke stavove spram Gruzije i zalaže se za otcjepljenje Južne Osetije. Gruzijsko-osetski sukob smatra među-etničkim, a u više navrata iskazuje sklonost ideji o reunifikaciji Južne Osetije s Rusijom. Tako u 11. rujna 2008. izjavljuje kako će Osetija naposljetku postati dio Ruske Federacije, premda je službena Rusija opovrgla mogućnost razvoja takvih okolnosti. Kokojty je također poznat po izjavi da Južna Osetija nikada nije prestala biti dio Ruskog Carstva
Na izborima 2006. Kokojty ponovo dobiva mandat, dok opozija na isti dan organizira alternativne izbore na područjima pod kontrolom Gruzijske vojske. Premda je po drugi put dobio povjerenje građana, uz njega se i dalje nastavljaju vezati afere i optužbe za kontroverzne djelatnosti poput terorističkih napada, naručivanih ubojstava i sumnjivog rukovođenja ruskih humanitarnih fondova.